# Syzygium rubrimolle
Syzygium rubrimolle är en myrtenväxtart som beskrevs av Bernard Patrick Matthew Hyland. Syzygium rubrimolle ingår i släktet Syzygium och familjen myrtenväxter. Inga underarter finns listade i Catalogue of Life.